# Rik Hancké
Rik Hancké (Antwerpen, 18 december 1936) is een Vlaams acteur.
Zijn bekendste rol is die van Laurent Sirjacobs in Wittekerke.
Hij speelde gastrollen in Heterdaad (Laurent Lanschot), F.C. De Kampioenen (dokter), Aspe (schepen Paul Verfaille), Thuis (rechter), Lili en Marleen (regisseur),  Windkracht 10 (kapitein van het schip Dart) Witse (Leopold Finné; Raymond Vanhevel).
Verder heeft hij de rol van Nestor (een oude wijze golden retriever) ingesproken voor de film De ongelooflijke reis. 